# 東洋史研究会
東洋史研究会（とうようしけんきゅうかい、英:The Society of Oriental Researches）は、日本の東洋史学分野の学術団体、学会。
1935年（昭和10年）に、京都帝国大学文学部史学科の東洋史学講座を母胎に設立された学会で、現在も京都大学文学部の東洋史学研究室を中心に運営されている。
設立当初より学術雑誌『東洋史研究』、1956年（昭和31年）からは叢書「東洋史研究叢刊」を刊行している。
大会は毎年11月に開催されている。

## 会長
1. 羽田亨（1935年-1955年）
2. 宮崎市定（1955年-1995年）
3. 永田英正（1995年-1997年）
4. 礪波護（1997年-2001年）
5. 間野英二（2001年-2003年）
6. 夫馬進（2003年-2013年）
7. 杉山正明（2013年-2017年）
8. 吉本道雅（2017年-）

## 東洋史研究
東洋史研究会が発行する学術雑誌。

## 東洋史研究叢刊
東洋史研究会による東洋史関連研究書の叢書。NCID BN00116918
版元は東洋史研究会（1–27、1956年–1972年）→同朋舎（28-57、1974年–1999年）→京都大学学術出版会（58–、2001年–）。63より新装版。
1. 宮崎市定『九品官人法の研究』東洋史研究会、1956年。 NCID BN0541889X。
2. 佐伯富『清代塩政の研究』東洋史研究会、1956年。 NCID BN05951173。
3. 羽田亨『羽田博士史学論文集』 上下、東洋史研究会、1957年。 NCID BN05088627。
4. 宮崎市定『アジア史研究』 1-5巻、東洋史研究会、1957年。ISBN 4810406296。 NCID BN01451612。
5. 佐藤長『古代チベット史研究』 上下、東洋史研究会、1958-1959年。 NCID BN04541008。
6. 愛宕松男『契丹古代史の研究』東洋史研究会、1959年。 NCID BN05113440。
7. 佐伯富『中国随筆雑著索引』東洋史研究会、1960年。 NCID BN06725566。
8. 小野川秀美『清末政治思想研究』東洋史研究会、1960年。 NCID BN06379487。
9. 波多野善大『中国近代工業史の研究』東洋史研究会、1961年。 NCID BN05721901。
10. 内藤雋輔『朝鮮史研究』東洋史研究会、1961年。 NCID BN07628463。
11. 佐伯富『宋史職官志索引』東洋史研究会、1963年。 NCID BN0773917X。
12. 田村實造『中国征服王朝の研究』 上中下、東洋史研究会、1964年。 NCID BN0146238X。
13. 外山軍治『金朝史研究』東洋史研究会、1964年。 NCID BN11742622。
14. 三田村泰助『清朝前史の研究』東洋史研究会、1965年。 NCID BN04719755。
15. 浜口重国『唐王朝の賤人制度』東洋史研究会、1966年。 NCID BN03760130。
16. 平中苓次『中国古代の田制と税法 : 秦漢経済史研究』東洋史研究会、1967年。 NCID BN0377965X。
17. 西村元佑『中国経済史研究』東洋史研究会、1968年。 NCID BN12936125。
18. 山本隆義『中国政治制度の研究 : 内閣制度の起原と発展』東洋史研究会、1968年。ISBN 4810404250。 NCID BN04145510。
19. 守屋美都雄『中国古代の家族と国家』東洋史研究会、1968年。 NCID BN02732708。
20. 布目潮渢『隋唐史研究 : 唐朝政権の形成』東洋史研究会、1968年。 NCID BN11998783。
21. 佐伯富『中国史研究』東洋史研究会、1969年。 NCID BN15431238。
22. 荒木敏一『宋代科挙制度研究』東洋史研究会 =、1969年。 NCID BN01576709。
23. 森鹿三『東洋学研究』東洋史研究会、1970年。 NCID BN01539134。
24. 佐伯富『宋代文集索引』東洋史研究会、1970年。 NCID BN02656450。
25. 寺田隆信『山西商人の研究 : 明代における商人および商業資本』東洋史研究会、1972年。 NCID BN05634206。
26. 谷光隆『明代馬政の研究』東洋史研究会、1972年。 NCID BN01463258。
27. 岡崎精郎『タングート古代史研究』東洋史研究会、1972年。 NCID BN04069707。
28. 内田吟風『北アジア史研究』同朋舎、1975年。ISBN 4-8104-0626-1。 NCID BN01705266。
29. 彭澤周『中国の近代化と明治維新』同朋舎、1976年。 NCID BN01172958。
30. 日比野丈夫『中国歴史地理研究』同朋舎、1977年。ISBN 4-8104-0625-3。 NCID BN01465231。
31. 間野潜竜『明代文化史研究』同朋舎、1979年。 NCID BN01464024。
32. 萩原淳平『明代蒙古史研究』同朋舎、1980年。 NCID BN01891648。
33. 佐藤圭四郎『イスラーム商業史の研究 : 坿東西交渉史』同朋舎、1981年。ISBN 4-8104-0210-X。 NCID BN01052730。
34. 宮川尚志『中国宗教史研究』同朋舎、1983年。ISBN 4810403165。 NCID BN00684320。
35. 竺沙雅章『中国仏教社会史研究』同朋舎、1982年。ISBN 4-8104-0273-8。 NCID BN0122541X。
36. 吉川忠夫『六朝精神史研究』同朋舎、1984年。ISBN 4-8104-0392-0。 NCID BN01536249。
37. 梅原郁『宋代官僚制度研究』同朋舎、1985年。ISBN 4-8104-0431-5。 NCID BN00329850。
38. 佐藤長『中世チベット史研究』同朋舎、1986年。ISBN 4-8104-0492-7。 NCID BN00116893。
39. 岩見宏『明代徭役制度の研究』同朋舎、1986年。ISBN 4-8104-0500-1。 NCID BN00387267。
40. 礪波護『唐代政治社会史研究』同朋舎、1986年。ISBN 4810404943。 NCID BN00387052。
41. 永田英正『居延漢簡の研究』同朋舎、1989年。ISBN 4-8104-0668-7。 NCID BN04013575。
42. 森正夫『明代江南土地制度の研究』同朋舎、1988年。ISBN 4-8104-0667-9。 NCID BN02767473。
43. 米田賢次郎『中国古代農業技術史研究』同朋舎、1989年。ISBN 4-8104-0763-2。 NCID BN03343122。
44. 佐竹靖彦『唐宋変革の地域的研究』同朋舎、1990年。ISBN 4-8104-0831-0。 NCID BN04540901。
45. 谷光隆『明代河工史研究』同朋舎、1991年。ISBN 4-8104-0939-2。 NCID BN06314572。
46. 河内良弘『明代女真史の研究』同朋舎、1992年。ISBN 4-8104-1059-5。 NCID BN08098558。
47. 狩野直禎『後漢政治史の研究』同朋舎、1993年。ISBN 4-8104-1162-1。 NCID BN08941358。
48. 小玉新次郎『隊商都市パルミラの研究』同朋舎、1994年。ISBN 4-8104-1767-0。 NCID BN10504720。
49. 大谷敏夫『清代政治思想と阿片戦争』同朋舎、1995年。ISBN 4-8104-2151-1。 NCID BN12333254。
50. 小野和子『明季党社考 : 東林党と復社』同朋舎、1996年。ISBN 4-8104-2268-2。 NCID BN14247255。
51. 小谷仲男『ガンダーラ美術とクシャン王朝』同朋舎、1996年。ISBN 4-8104-2152-X。 NCID BN14051730。
52. 愛宕元『唐代地域社会史研究』同朋舎、1997年。ISBN 4-8104-2302-6。 NCID BN16152116。
53. 夫馬進『中国善会善堂史研究』同朋舎、1997年。ISBN 4-8104-2301-8。 NCID BA30109556。
54. 谷口規矩雄『明代徭役制度史研究』同朋舎、1998年。ISBN 4-8104-2486-3。 NCID BA34969873。
55. 冨谷至『秦漢刑罰制度の研究』同朋舎、1998年。ISBN 4-8104-2487-1。 NCID BA34970340。
56. 佐藤圭四郎『東西アジア交流史の研究』同朋舎、1998年。ISBN 4-8104-2488-X。 NCID BA34971070。
57. 気賀沢保規『府兵制の研究 : 府兵兵士とその社会』同朋舎、1999年。ISBN 9784876985142。 NCID BA40964400。
58. 森時彦『中国近代綿業史の研究』京都大学学術出版会、2001年。ISBN 4-87698-515-4。 NCID BA51755093。
59. 島田虔次『中国思想史の研究』京都大学学術出版会、2002年。ISBN 4-87698-516-2。 NCID BA55676396。
60. 藤善真澄『道宣伝の研究』京都大学学術出版会、2002年。ISBN 4876985170。 NCID BA57076800。
61. 近藤治『ムガル朝インド史の研究』京都大学学術出版会、2003年。ISBN 4-87698-518-9。 NCID BA60990855。
62. 安田二郎『六朝政治史の研究』京都大学学術出版会、2003年。ISBN 4-87698-519-7。 NCID BA61410305。
63. 井上裕正『清代アヘン政策史の研究』京都大学学術出版会、2004年。ISBN 4-87698-520-0。 NCID BA66060685。
64. 岩井茂樹『中国近世財政史の研究』京都大学学術出版会、2004年。ISBN 4-87698-521-9。 NCID BA66235100。
65. 杉山正明『モンゴル帝国と大元ウルス』京都大学学術出版会、2004年。ISBN 4-87698-522-7。 NCID BA66427768。
66. 西里喜行『清末中琉日関係史の研究』京都大学学術出版会、2005年。ISBN 4-87698-523-5。 NCID BA70911072。
67. 吉本道雅『中国先秦史の研究』京都大学学術出版会、2005年。ISBN 4-87698-525-1。 NCID BA73458025。
68. 籾山明『中国古代訴訟制度の研究』京都大学学術出版会、2006年。ISBN 4-87698-526-X。 NCID BA75607873。
69. 松浦茂『清朝のアムール政策と少数民族』京都大学学術出版会、2006年。ISBN 4-87698-527-8。 NCID BA76072385。
70. 稲葉一郎『中国史学史の研究』京都大学学術出版会、2006年。ISBN 4-87698-528-6。 NCID BA7620492X。
71. 守川知子『シーア派聖地参詣の研究』京都大学学術出版会、2007年。ISBN 978-4-87698-529-6。 NCID BA81130017。
72. 矢木毅『高麗官僚制度研究』京都大学学術出版会、2008年。ISBN 978-4-87698-530-2。 NCID BA87822512。
73. 寺田隆信『明代郷紳の研究』京都大学学術出版会、2009年。ISBN 978-4-87698-531-9。 NCID BA91415716。
74. 辻正博『唐宋時代刑罰制度の研究』京都大学学術出版会、2010年。ISBN 978-4-87698-532-6。 NCID BB01383937。
75. 宮宅潔『中国古代刑制史の研究』京都大学学術出版会、2011年。ISBN 978-4-87698-533-3。 NCID BB04446851。
76. 伍躍『中国の捐納制度と社会』京都大学学術出版会、2011年。ISBN 978-4-87698-534-0。 NCID BB05115791。
77. 福原啓郎『魏晉政治社会史研究』京都大学学術出版会、2012年。ISBN 978-4-87698-535-7。 NCID BB08950219。
78. 檀上寛『明代海禁=朝貢システムと華夷秩序』京都大学学術出版会、2013年。ISBN 978-4-87698-536-4。 NCID BB14297077。
79. 谷井陽子『八旗制度の研究』京都大学学術出版会、2015年。ISBN 978-4-87698-537-1。 NCID BB1816568X。